# Tjuvholene Crags
Tjuvholene Crags är en kulle i Antarktis. Den ligger i Östantarktis. Norge gör anspråk på området. Toppen på Tjuvholene Crags är 2 495 meter över havet, eller 197 meter över den omgivande terrängen. Bredden vid basen är 1,1 km.
Terrängen runt Tjuvholene Crags är varierad. Trakten är obefolkad. Det finns inga samhällen i närheten. 